# Wouter Jurgens
Wouter Robert Marie Jurgens (* 18. Juni 1971 in Doetinchem) ist ein niederländischer Diplomat. Er war von 2016 bis 2020 der niederländische Botschafter in Myanmar.

## Ausbildung
Der promovierte Wouter Jurgens studierte von 1989 bis 1992 Betriebswirtschaftslehre mit Bachelor of Business Administration an der Wirtschaftsuniversität Nyenrode, von 1993 bis 1996 Wirtschaftswissenschaften mit Master an der Vrije Universiteit Amsterdam und danach Politikwissenschaften an der Universiteit van Amsterdam.

## Diplomatischer Werdegang
Seit 1997 arbeitet er für das niederländische Außenministerium. Auslandseinsätze hatte er in Kigali (1999 bis 2001), Washington, D.C. (2005 bis 2007) und Pretoria (2007 bis 2012). Im Außenministerium war er unter anderem in den Abteilung für Politik (DPZ) und Europäische Integration (DIE/IS) eingesetzt.
Von 2011 bis 2012 war er stellvertretender Missionschef der Botschaft in Südafrika, von 2012 bis 2014 Abteilungsleiter und Berater der Abteilung für nationale Sicherheit, von 2014 bis 2016 Projektmanager der 4. Global Conference on CyberSpace, die 2015 im World Forum in Den Haag abgehalten wurde.
Ab Juli 2016 war er der niederländische Botschafter in Rangun. Er wurde im Juni 2020 von Anne Elisabeth Luwema abgelöst. Danach kehrte er in das niederländische Außenministerium als stellvertretender Leister der Abteilung für Sicherheitspolitik zurück.